# Hemistola unduligera
Hemistola unduligera är en fjärilsart som beskrevs av Butler 1889. Hemistola unduligera ingår i släktet Hemistola och familjen mätare. Inga underarter finns listade i Catalogue of Life.